# アマドゥ・マハタール・ムボウ

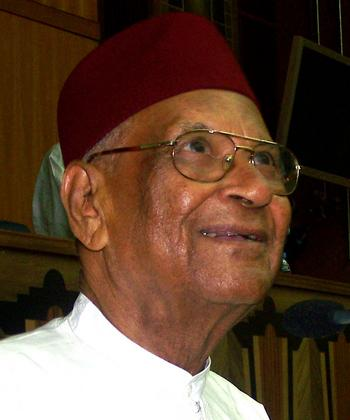
アマドゥ・マハタール・ムボウ

アマドゥ・マハタール・ムボウ（Amadou-Mahtar M'Bow、1921年3月20日 - 2024年9月23日または9月24日）は、セネガル・ダカール出身の教育者。1974年から1987年にかけて、国際連合教育科学文化機関（ユネスコ）の第6代事務局長を務めた。

## 人物
第二次世界大戦では自由フランス軍に所属して北アフリカ戦線で従軍した。1947年にパリのソルボンヌ大学に入学、1951年に卒業し地理学の学士を取得した。1953年からユネスコの職員となり、1957年には故郷のセネガルに帰った。1958年から1960年にかけてセネガルの独立に尽力した。1966年からユネスコに復帰、1974年にはアフリカ人として初めてユネスコの事務局長となり、2期13年間務めた。また、セネガル教育相を務めたこともある。
2024年9月23日の夜、ダカールの病院で死去。103歳没。

## 新世界情報秩序
事務局長としては、「新世界情報秩序」を標榜し、欧米文化の情報帝国主義を打破しようと行動した。その姿勢は当時のソビエト連邦などの東側諸国および第三世界の非同盟諸国の支持を得たが、ジャーナリストに認可制を導入し報道の自由を制限するものだとする西側先進国との政治対立を生み、アメリカ、イギリス、シンガポールがユネスコを脱退するという結末を招いてしまった。また、ムボウはユネスコの人事に縁故を持ち込んだり、予算の肥大化による放漫財政を放置するなどしたために、最終的にはユネスコの存続を危うくした責任を問われる形で辞任に追い込まれることになった。
なお、ムボウが目指した「新世界情報秩序」は本来、欧米の大手通信社に世界の報道がほぼ寡占されている状況を打破するためのものであったが、21世紀においてもほぼそのままであるといえる。